# Harpalus rufibarbis
Harpalus rufibarbis är en skalbaggsart som beskrevs av Fabricius. Harpalus rufibarbis ingår i släktet Harpalus och familjen jordlöpare. Inga underarter finns listade i Catalogue of Life.